# Campeonato de Tercera División de Costa Rica 1975
El Campeonato de Fútbol de Tercera División 1975, fue la edición número 52 de (Segunda División B de Ascenso) en disputarse, organizada por la FEDEFUTBOL. Siendo el campeón de la temporada 1974-75 el Triángulo F.C.
Este campeonato constó de 98 equipos debidamente inscritos en la Federación Nacional de Fútbol Aficionado por (CONAFA). Renombrado en 1982 como (ANAFA).

## Clubes Inscritos
| 2.ª. División de Ascenso por la provincia de Limón (Región 1 y 2) | 2.ª. División de Ascenso por la provincia de Limón (Región 1 y 2)            |
| ----------------------------------------------------------------- | ---------------------------------------------------------------------------- |
| 1                                                                 | A.D. Santos de Pococí (Se declara automáticamente campeón de ambas regiones) |
| 2                                                                 | C.D. Estrella Roja                                                           |
| 3                                                                 | Independiente de Pococí                                                      |
| 4                                                                 | Frutería La Hermosa                                                          |
| 5                                                                 | Siquirres F.C                                                                |

| 2.ª. División de Ascenso por la provincia de Cartago (Región 4) | 2.ª. División de Ascenso por la provincia de Cartago (Región 4) |
| --------------------------------------------------------------- | --------------------------------------------------------------- |
| 1                                                               | A.D. Carmen de Cartago F.C                                      |
| 2                                                               | Juan Viñas F.C                                                  |
| 3                                                               | Pitaya F.C                                                      |
| 4                                                               | Las Américas de Turrialba                                       |
| 5                                                               | Municipal Barquero                                              |
| 6                                                               | A.D. El Guarco                                                  |

| 2.ª. División de Ascenso por la provincia de San José (Región 5) | 2.ª. División de Ascenso por la provincia de San José (Región 5) |
| ---------------------------------------------------------------- | ---------------------------------------------------------------- |
| 1                                                                | A.D. Cinco Esquinas de Tibás                                     |
| 2                                                                | A.D. Tibás                                                       |
| 3                                                                | A.D. Los Pinos de San Pedro de Montes de Oca                     |
| 4                                                                | A.D. Valencia F.C                                                |
| 5                                                                | A.D. San Blas de Moravia                                         |

| 2.ª. División de Ascenso por la provincia de San José (Región 6) | 2.ª. División de Ascenso por la provincia de San José (Región 6) |
| ---------------------------------------------------------------- | ---------------------------------------------------------------- |
| 1                                                                | A.D. Atlético San Luis de Pérez Zeledón                          |
| 2                                                                | Selección de Dota                                                |
| 3                                                                | A.D. Selección de Buenos Aires                                   |
| 4                                                                | Selección de Terrazú                                             |
| 5                                                                | Selección de León Cortés                                         |

| 2.ª. División de Ascenso por la provincia de San José (Región 7) | 2.ª. División de Ascenso por la provincia de San José (Región 7) |
| ---------------------------------------------------------------- | ---------------------------------------------------------------- |
| 1                                                                | A.D. Desamparados                                                |
| 2                                                                | Selección de Alajuelita                                          |
| 4                                                                | Selección de San Antonio de Desamparados                         |
| 5                                                                | Aserrí F.C                                                       |
| 6                                                                | Selección de Barrio Cuba                                         |
| 7                                                                | A.D. San Sebastián                                               |
| 8                                                                | Selección de Barrio Cristo Rey                                   |
| 9                                                                | U.D. San Gerardo de Zapote                                       |

| 2.ª. División de Ascenso por la provincia de San José (Región 8) | 2.ª. División de Ascenso por la provincia de San José (Región 8) |
| ---------------------------------------------------------------- | ---------------------------------------------------------------- |
| 1                                                                | A.D. Sagrada Familia                                             |
| 2                                                                | A.D. Selección Escazuceña                                        |
| 3                                                                | A.D. La Uruca                                                    |
| 4                                                                | A.D. Pavas                                                       |
| 5                                                                | Puriscal F.C                                                     |
| 6                                                                | Santa Ana F.C                                                    |
| 7                                                                | Alianza de Mora F.C                                              |
| 8                                                                | Mata Redonda F.C                                                 |
| 9                                                                | C.S. Oriente de Hatillo                                          |

| 2.ª. División de Ascenso por la provincia de Heredia (Región 9) | 2.ª. División de Ascenso por la provincia de Heredia (Región 9) |
| --------------------------------------------------------------- | --------------------------------------------------------------- |
| 1                                                               | C.S. Barbareño                                                  |
| 2                                                               | A.D. Machado                                                    |
| 3                                                               | San Lorenzo F.C                                                 |
| 4                                                               | C.D. Floreño                                                    |
| 5                                                               | Real Deportivo Rafaeleño                                        |
| 6                                                               | Belén F.C                                                       |
| 7                                                               | Selección de Santo Domingo                                      |
| 8                                                               | Caribe F.C                                                      |
| 9                                                               | A.D. Universidad Nacional                                       |
| 10                                                              | A.D. Quesada de San Isidro                                      |
| 11                                                              | C.D. Bayer Barveño                                              |
| 12                                                              | Resentidos de San Pablo C.F                                     |
| 13                                                              | Villa San Francisco de Heredia                                  |
| 14                                                              | Selección Barrealeña                                            |
| 15                                                              | Independiente Plaza Iglesias                                    |
| 16                                                              | Barrio Sagrado Corazón de Jesús                                 |

| 2.ª. División de Ascenso por la provincia de Alajuela (Región 10) | 2.ª. División de Ascenso por la provincia de Alajuela (Región 10) |
| ----------------------------------------------------------------- | ----------------------------------------------------------------- |
| 1                                                                 | A.D. Cooperativa Victoria de Grecia                               |
| 2                                                                 | A.D. Orotinense                                                   |
| 3                                                                 | Selección de Naranjo                                              |
| 4                                                                 | Cervecería C.R (Río Segundo)                                      |
| 5                                                                 | Deportivo Formaleta F.C                                           |
| 6                                                                 | Rincón de Palmares C.F                                            |
| 7                                                                 | Selección de Villa Hermosa                                        |
| 8                                                                 | Selección de Atenas                                               |
| 9                                                                 | Selección de Tacares                                              |
| 10                                                                | Selección de San Mateo                                            |
| 11                                                                | Selección de Poás                                                 |
| 12                                                                | Selección de San Antonio del Tejar                                |

| 2.ª. División de Ascenso por la Zona Norte (Región 11) | 2.ª. División de Ascenso por la Zona Norte (Región 11) |
| ------------------------------------------------------ | ------------------------------------------------------ |
| 1                                                      | Selección de San Carlos                                |
| 2                                                      | A.D. Alfaro Ruíz                                       |
| 3                                                      | Selección de Los Chiles                                |

| 2.ª. División de Ascenso por la provincia de Guanacaste (Región 12) | 2.ª. División de Ascenso por la provincia de Guanacaste (Región 12) |
| ------------------------------------------------------------------- | ------------------------------------------------------------------- |
| 1                                                                   | A.D. Bagaces                                                        |
| 2                                                                   | A.D. Abangares                                                      |
| 3                                                                   | Selección de La Cruz                                                |
| 4                                                                   | Selección de Liberia                                                |
| 5                                                                   | Selección de Tilarán                                                |
| 6                                                                   | Selección de Guanacaste                                             |
| 7                                                                   | Selección de Guatuso                                                |

| 2.ª. División de Ascenso por la provincia de Guanacaste (Región 13) | 2.ª. División de Ascenso por la provincia de Guanacaste (Región 13) |
| ------------------------------------------------------------------- | ------------------------------------------------------------------- |
| 1                                                                   | A.D. Santa Cruz                                                     |
| 2                                                                   | Carrillo F.C                                                        |
| 3                                                                   | Selección de Nandayure                                              |
| 4                                                                   | Selección de Nicoya                                                 |
| 5                                                                   | Selección de Hojancha                                               |

| 2.ª. División de Ascenso por la provincia de Puntarenas (Región 14) | 2.ª. División de Ascenso por la provincia de Puntarenas (Región 14) |
| ------------------------------------------------------------------- | ------------------------------------------------------------------- |
| 1                                                                   | Asturias F.C                                                        |
| 2                                                                   | Selección de Esparta                                                |
| 3                                                                   | Selección de Miramar                                                |
| 4                                                                   | Jicaral F.C                                                         |
| 5                                                                   | Muelle Grande                                                       |
| 6                                                                   | (ICEP) Puntarenas                                                   |

| 2.ª. División de Ascenso por la provincia de Puntarenas (Región 15) | 2.ª. División de Ascenso por la provincia de Puntarenas (Región 15) |
| ------------------------------------------------------------------- | ------------------------------------------------------------------- |
| 1                                                                   | A.D. Municipal de Quepos, Aguirre                                   |
| 2                                                                   | A.D. Parrita                                                        |
| 3                                                                   | Selección de Turrubares                                             |

| 2.ª. División de Ascenso por la Zona Sur (Región 16) | 2.ª. División de Ascenso por la Zona Sur (Región 16) |
| ---------------------------------------------------- | ---------------------------------------------------- |
| 1                                                    | A.D. Municipal Coto 47                               |
| 2                                                    | Osa F.C                                              |
| 3                                                    | Selección de Golfito                                 |
| 4                                                    | Selección de Corredores                              |

## Campeón Monarca de Tercera División de Costa Rica 1975-1976
| Tercera División por CONAFA 1975                                                               | Tercera División por CONAFA 1975 |
| ---------------------------------------------------------------------------------------------- | -------------------------------- |
| Campeón Nacional de Tercera División de Costa Rica 1975. Selección de Santa Bárbara de Heredia |                                  |

## Formato del torneo
Se jugaron dos vueltas, en donde los equipos debían enfrentarse todos contra todos. Posteriormente se juega una octagonal y cuadrangular final (2.ª. División de Ascenso) para ascender a un nuevo inquilino para la Segunda División de Costa Rica.
La Octagonal Final se jugó entre la Selección de Santa Bárbara, Santos de Guápiles, A.D. Sagrada Familia, A.D. Abangares (Fusión Bagaces), A.D. Escazuceña, El Carmen de Cartago, Cooperativa Victoria de Grecia y U.D. Aguirre.
La Cuadrangular Final se jugó entre Grupo A: Selección de Santa Bárbara, A.D. Sagrada Familia, A.D. Abangares (Fusión Bagaces) y Cooperativa Victoria de Grecia.
Grupo B: El Carmen de Cartago, Santos de Guápiles, A.D. Escazuceña, y U.D. Aguirre.

## Ligas Superiores
- Primera División de Costa Rica 1975

- Segunda División de Costa Rica 1974-1975

## Ligas Inferiores
- Campeonato Juvenil de Costa Rica por CONAFA 1975

- Terceras Divisiones Independientes (canchas abiertas)

## Torneos
| Predecesor: Campeonato 1974 | Tercera División de Costa Rica Campeonato 1975 | Sucesor: Campeonato 1976 |